# Amytis de Médie
Pour les articles homonymes, voir Amytis.
Amytis de Médie (env. 630-565 avant J-C.) est une princesse mède, fille du roi mède Cyaxare, et l'épouse de Nabuchodonosor II. Son nom en langue mède (en) est *Umati- ; grec ancien : Ἄμυτις, romanisé en Ámutis.

## Biographie
Amytis est soit la fille de Cyaxare et son épouse, soit sa petite-fille, c'est-à-dire la fille d'Astyage et Aryenis (en). Amytis épouse le roi Nabuchodonosor pour cimenter une alliance entre les dynasties chaldéenne (en) et mède (en).

### Jardins suspendus de Babylone
La tradition veut qu'Amytis, nostalgique des montagnes couvertes de forêts de l'empire mède, ait inspiré à Nabuchodonosor la construction des jardins suspendus de Babylone : il a voulu lui faire plaisir en créant des paysages avec les arbres et les plantes du pays natal de son épouse. Toutefois, ce récit n'est pas corroboré par des indices archéologiques.

### Étymologie de son nom
Le prénom féminin Amytis n'est attesté que sous l'Antiquité grecque, sous la forme A´mytis, qui est peut-être une transcription depuis le mède (en) et le vieux perse *Umati- (équivalent à l'avestique humaiti) : « avoir une bonne pensée ».